# Římskokatolická farnost Borotín u Tábora
Římskokatolická farnost Borotín u Tábora je územním společenstvím římských katolíků v rámci táborského vikariátu Českobudějovické diecéze.

## O farnosti

### Historie
Plebánie v Borotíně je poprvé písemně doložena v roce 1386. V roce 1612 se Borotín stal filiálkou Jistebnice, farnost v místě byla ustavena až v roce 1725. V roce 1990 bylo na borotínské faře provizorně sídlo Cisterciáckého opatství Vyšší Brod, jehož statutárem (převorem-administrátorem) byl jmenován P. Vojtěch Ivo Kvapil, O.Cist., tehdejší borotínský duchovní správce. Sídelního duchovního správce měla farnost do roku 2000.

#### Přehled duchovních správců
- do r. 1990 P. Vojtěch Ivo Kvapil, O.Cist. (administrátor)
- 1991–2000 R.D. ThLic. PaedDr. Martin Weiss (farář)
- 2009–2011 R.D. Mgr. Jan Kuník (ex currendo z Chotovin)
- 2011–2019 R.D. Vladimír Koranda (ex currendo z Chotovin)
- od r. 2019 R.D. Pavel Němec (ex currendo z Jistebnice)

#### Kněží - rodáci z farnosti
- P. Viktorin Bican, O.Cist. († 1869), původně vyšebrodský cisterciák, později působil v Polsku, kde se podílel na obnově kláštera Szczyrzyc.

### Současnost
Farnost je administrována ex currendo z Jistebnice.
| Fotografie | Kostel                      | Místo         | Bohoslužba             | Bohoslužba             | Poznámka        |
| ---------- | --------------------------- | ------------- | ---------------------- | ---------------------- | --------------- |
|            | Kostel Nanebevstoupení Páně | Borotín       | neděle                 | 11.30                  | farní kostel    |
|            | Kostel Narození Panny Marie | Nový Kostelec | neslouží se pravidelně | neslouží se pravidelně | filiální kostel |
|            | Kaple                       | Radkov        | neslouží se pravidelně | neslouží se pravidelně | obecní kaple    |
|            | Kaple                       | Řevnov        | neslouží se pravidelně | neslouží se pravidelně | obecní kaple    |